# Seriphidium grenardii
Seriphidium grenardii là một loài thực vật có hoa trong họ Cúc. Loài này được (Franch.) Y.R.Ling & Humphries miêu tả khoa học đầu tiên năm 1988.